# Bart na vrcholu slávy
Bart na vrcholu slávy (anglicky Bart Gets Famous) je 12. díl 5. řady (celkem 93.) amerického animovaného seriálu Simpsonovi. Scénář napsal John Swartzwelder a díl režírovala Susie Dietterová. V USA měl premiéru dne 3. března 1994 na stanici Fox Broadcasting Company a v Česku byl poprvé vysílán 30. června 1995 na stanici ČT1.

## Děj
Bart se nudí na třídním výletě do továrny na krabice a uteče do nedalekého televizního studia 6. kanálu, kde se setká s Šášou Krustym. Posléze Krustymu ukradne dánské pečivo a on kvůli jeho absenci vyhodí svého asistenta. Aby Bart pečivo Krustymu vrátil, ukradne jej Kentu Brockmanovi. Krusty je Bartovi tak vděčný, že z něj udělá svého nového asistenta. 
Členové štábu se k Bartovi chovají špatně a on nedostane za svou práci žádné uznání. Když ho používají jako pomocníka při roznášení obědů, Melovi, který nesnáší laktózu, se udělá špatně. Bart dostane příležitost vystoupit v pořadu a nahradí Mela ve scénce, ale omylem převrhne několik jevištních rekvizit. Otupělý před kamerami a diváky říká: „Já to nebyl.“. Všichni se na něj podívají a publikum vybuchne smíchy. Když Bart a Krusty odcházejí ze studia, oba si uvědomí, že se Bart okamžitě stal slavným; nyní je známý jako „Já to nebyl.“. Krusty si nárokuje práva na Barta a nechá ho vystupovat v dalších skečích a jeho hlášku použije jako marketingový trik. 
Bart si zpočátku slávu užívá, ale brzy ho přestane bavit být jen trikovým poníkem a lidé ho žádají, aby „prostě řekl tu hlášku“. Během rozhovoru v pořadu Late Night with Conan O'Brien se snaží rozšířit svůj repertoár, ale O'Brienovi dojde trpělivost a donutí ho hlášku zopakovat. Bart chce skončit se šoubyznysem, ale Marge ho přesvědčí, aby pokračoval ve vystupování, protože dělá lidem radost. Poté, co Bart pronese svou hlášku v dalším Krustyho skeči, publikum reaguje znuděně, a tak se na něj Krusty vykašle. 
Marge dá Bartovi krabici s upomínkovými předměty, aby mu pomohla vzpomenout si na jeho krátkou slávu. Když se Líze uleví, že je opět jen jejím bratrem, a ne „jednorozměrnou postavou s hloupou hláškou“, rodina Simpsonových – k níž se připojí Barney, pan Burns, Ned a Nelson – odříká své hlášky, což přiměje rozčílenou Lízu, aby odešla do svého pokoje.

## Produkce
Díl napsal John Swartzwelder. Epizoda zesměšňuje používání humoru založeného na hláškách. Mnoho postav ze seriálu Simpsonovi má hlášky, včetně rodiny Simpsonových. Scenáristé vybrali hlášku „Já to nebyl.“, protože chtěli „mizernou“ hlášku, „která by poukázala na to, jak se opravdu mizerné věci mohou stát opravdu populárními“. Šlo také o záměrnou narážku na díl Je Šáša vinen?, kde šlo o hlášku Šáši Krustyho. Epizoda končí sebereferenční scénou, v níž několik postav říká své hlášky, včetně Simpsonových, Neda Flanderse, Nelsona Muntze, pana Burnse a Barneyho Gumblea. Všechny postavy se shromáždí kolem Lízy a zírají na ni vyčkávavým pohledem a nespokojená Líza zakončí epizodu zamumláním „Kdyby mě někdo chtěl, budu ve svém pokoji.“, na což Homer řekne: „Co je to za hlášku?“. 
V dílu se Bart objeví v talk show Late Night with Conan O'Brien. Conan O'Brien byl scenáristou Simpsonových během čtvrté a na počátku páté řady. Během natáčení epizody se zúčastnil konkurzu na místo Davida Lettermana jako moderátora pořadu Noční show na stanici NBC poté, co Letterman přešel ke CBS. Scenáristé se rozhodli, že když v epizodě vystupuje Bart, který se proslaví, dá jim to příležitost pracovat v O'Brienově pořadu. Role byla napsána těsně po O'Brienově konkurzu do Noční show, ale ještě předtím, než se dozvěděl, že bude moderátorem. O'Brien svou roli natočil krátce po premiéře Late Night with Conan O'Brien, ale věřil, že by ho NBC vyhodila ještě před odvysíláním epizody. Hostování v pořadu popsal jako „opravdu rozkošné“ a dodal, že „je to jako být zamrzlý v jantaru“.
Díl byl první epizodou seriálu, kterou režírovala Susie Dietterová. O designu vnitřku továrny na krabice, jež se v této epizodě objevila, dlouze diskutovali Dietterová a výkonný kreativní konzultant Brad Bird. Bird chtěl, aby byl design živější, ale Dietterová chtěla, aby byl nudnější a ladil s příběhem. Návrh Dietterové byl použit v hotové epizodě. Hlas ředitele továrny na krabice, kterého namluvil Dan Castellaneta, byl založen na Wallym Ballouovi, postavě ztvárněné Bobem Elliottem z komediálního dua Bob a Ray. V této epizodě se poprvé objevuje manželka starosty Quimbyho Martha. Její oblečení (růžové šaty a klobouk ve tvaru pilulky) je podobné oblečení, které měla na sobě Jacqueline Kennedyová Onassisová v den atentátu na Kennedyho.

## Kulturní odkazy
Na začátku epizody je slyšet, jak si Bart píská znělku Simpsonových, a Marge mu říká, aby si „nepískal tu otravnou melodii“. Krusty křičí „Hej, děcko!“ a hodí Bartovi ručník jako poctu reklamě na Coca-Colu z roku 1979 „Hej, děcko, chytej!“. Bart nahraje rap „Já to nebyl“ s doprovodnou skladbou od MC Hammera „U Can't Touch This“, zatímco sám MC Hammer je v nahrávacím studiu a nazývá Barta „propa“. Tato píseň zase ukazuje basový riff z písně „Super Freak“ od Ricka Jamese.

## Přijetí

### Kritika
Autoři knihy I Can't Believe It's a Bigger and Better Updated Unofficial Simpsons Guide, Warren Martyn a Adrian Wood, napsali: „I bez této závěrečné pasáže by to byla jedna z nejlepších epizod, s Bartem v nejlepší formě. Scény v továrně na krabice jsou vynikající, stejně jako radostný zpěv Martina a Skinnera a opět vynucená spolupráce Edny a Barta.“.
Colin Jacobson z DVD Movie Guide napsal: „V tomto vynikajícím programu se objevuje spousta skvělých momentů. Bartův vzestup ke slávě jiskří prostřednictvím obratné parodie na okamžitou – a pomíjivou – slávu a cestou se objevuje mnoho bláznivých kousků, jako je Homerův strach, že se Bart proměnil v krabici. (…) Tohle je možná nejlepší díl páté řady.“.
Patrick Bromley z DVD Verdict udělil epizodě hodnocení A− a Bill Gibron z DVD Talk udělil dílu známku 4 z 5.

### Sledovanost
V původním vysílání se díl vysílal v týdnu od 31. ledna do 6. února 1994 a skončil na 40. místě ve sledovanosti s ratingem 11,7 podle agentury Nielsen. Sledovalo jej 10,74 milionu domácností a byl to nejsledovanější pořad stanice Fox v tom týdnu.